# 瀬戸花
瀬戸 花（せと はな、1991年5月26日 - ）は、日本のグラビアアイドル。
東京都出身。Marbles Entertainment agency所属。

## 来歴・人物
2012年8月、汐博2012内で開催されたイベント「汐留グラビア甲子園2012」に出場し、注目を集める。11月からは定期的に撮影会を開催、2013年3月にはファーストDVDを発売し、その後同年中に次々とDVDをリリースしている。
趣味はショッピング。

## 出版物

### DVD
- ミルキー・グラマー（2013年3月22日発売、竹書房）
- Full Body-柔らかな素肌-（2013年6月28日発売、スパイスビジュアル）
- 花水木（2013年10月25日発売、エスデジタル）
- ぽちゃプニ花ちゃん（2014年1月24日発売、イーネットフロンティア）
- お花し日記！（2014年4月25日発売、エスデジタル）
- ハナちゃん、はなまる（2014年7月25日発売、エスデジタル）
- ぽちゃプニ２（2014年10月23日発売、イーネットフロンティア）
- セトギワ（2015年1月25日発売、エアーコントロール）
- 花*花*花 （2015年2月25日発売、エアーコントロール）

### 写真集
- 花・花・花（2015年3月7日、ジーオーティー、撮影：浅田直也）ISBN 978-4860849573

### 電子書籍
- ＜デジタル週プレBOOK＞超ド級ボインちゃん（2013年9月13日、集英社）

### 雑誌
- SPA!（2013年6月25日号、2013年12月3日号）
- 週刊プレイボーイ（2013年7月15日号）
- FRIDAY DYNAMITE（2013年8月29日号）